# Beaux Arts Village
Beaux Arts Village es un pueblo ubicado en el condado de King en el estado estadounidense de Washington. En el año 2000 tenía una población de 307 habitantes y una densidad poblacional de 1.267,1 personas por km².

## Geografía
Beaux Arts Village se encuentra ubicada en las coordenadas 47°35′9″N 122°12′7″O / 47.58583, -122.20194.

## Demografía
Según la Oficina del Censo en 2000 los ingresos medios por hogar en la localidad eran de $96.916, y los ingresos medios por familia eran $110.038. Los hombres tenían unos ingresos medios de $81.760 frente a los $41.250 para las mujeres. La renta per cápita para la localidad era de $56.496. Alrededor del 4,2% de la población estaban por debajo del umbral de pobreza.